# Fri paskal
FreePascal Kompajler (skraćeno FPC, poznat i po nazivu FPK Pascal) je besplatan Pascal i kompajler Objektnog Paskala. Kampanja u kojoj ovaj kompajler učestvuje je  'write once, compile anywehere'  (piši svuda, kompajliraj bilo gde) što najbolje pokazuje njegovu prenosivost. Mnogi misle da je Free Pascal programski jezik, ali on je u stvari implementacija Objektnog Paskala i x86 asemblera (ima dobru internu podršku za asembler kao i velik broj dijalekata) i njegovo razvojno okruženje je moguće koristiti i pod DOS-om.

## Integrisana razvojna okruženja
Kao i mnogi drugi kompajleri i Free Pascal ima svoja razvojna okruženja.

### Razvojno tekstualno okruženje za Free Pascal
Free Pascal ima svoje sopstveno tekstualno razvojno okruženje slično Turbo Pascal okruženju. Kreirano je koristeći Free Vision frejmvork, klon Turbo Vision-a. Ono što ga izdvaja od razvojnog okruženja Turbo Paskala je automatsko kompletiranje koda kao i podrška formata raznih fajlova za pomoć. Pored korišćenja alatki komandne linije, razvojno okruženje koristi svoj poseban ugrađen kompajler (isti izvor kao kompajler komandne linije) i debager (koji koristi libgdb) kako bi omogućilo bolju funkcionalnost.

## Spoljašnje veze

### Zvanični veb-sajtovi
- Free Pascal
- Lazarus razvojno okruženje za FPC

### Početak sa Free Pascalom
- Getting Started with FPC